# Joseph Bouglione
Pour les articles homonymes, voir Bouglione.
 (janvier 2017).
Si vous disposez d'ouvrages ou d'articles de référence ou si vous connaissez des sites web de qualité traitant du thème abordé ici, merci de compléter l'article en donnant les références utiles à sa vérifiabilité et en les liant à la section « Notes et références ».
Joseph Bouglione est un artiste et directeur de cirque français né le 17 février 1904 à Paray-le-Monial (Saône-et-Loire) et mort le 5 août 1987 à Paris 11e.

## Famille
Fils de Joseph dit Sampion Bouglione (1875-1941), directeur de cirque, et d'Alexandrine Durand.
Frère d'Alfred dit Alexandre (1900-1954), de Firmin (1905-1980) et de Nicolas dit Sampion (1910-1967). 
Marié le 4 juillet 1927 à Rosalie Van Been (surnommée Rosa Bouglione dans la famille circassienne).
Enfants : Odette (1929), Josette (1930), Firmin (1932), Émilien (1934), Sandrine (1936-2012), Sampion (1938-2019), Joseph (1942), qui, tous, perpétuent la tradition familiale.
Petits-enfants : les enfants d'Émilien et Sampion, qui dirigent le Cirque d'Hiver à Paris, et les enfants de son fils cadet Joseph, Sabrina et André-Joseph Bouglione qui créent en 1992, une compagnie dédiée à leur père et à leur grand-père, le Cirque Joseph Bouglione.

## Carrière
Enfant de la balle, formé à tous les métiers du cirque, et notamment au dressage de fauves et d'éléphants, il devient directeur d'un cirque voyageur, puis à la mort de son frère Alfred dit Alexandre en 1954, il reprend le flambeau familial et devient directeur du Cirque Bouglione, qui depuis les années 1930 siégeait au Cirque d'Hiver. Entre 1963 et 1967, il dirige également l'ancien Cirque Medrano, qui passe alors à s'appeler le Cirque de Montmartre, mais Bouglione le vend à un spéculateur immobilier qui le démolit en 1971 pour en faire un immeuble d'habitations. Cet immeuble, aujourd'hui situé au 63 boulevard de Rochechouart, s'appelle Le Bouglione, en souvenir du dernier propriétaire du cirque qui occupait les lieux.

## Décoration
- Chevalier de la Légion d'honneur (1989)[2]